# Tropo

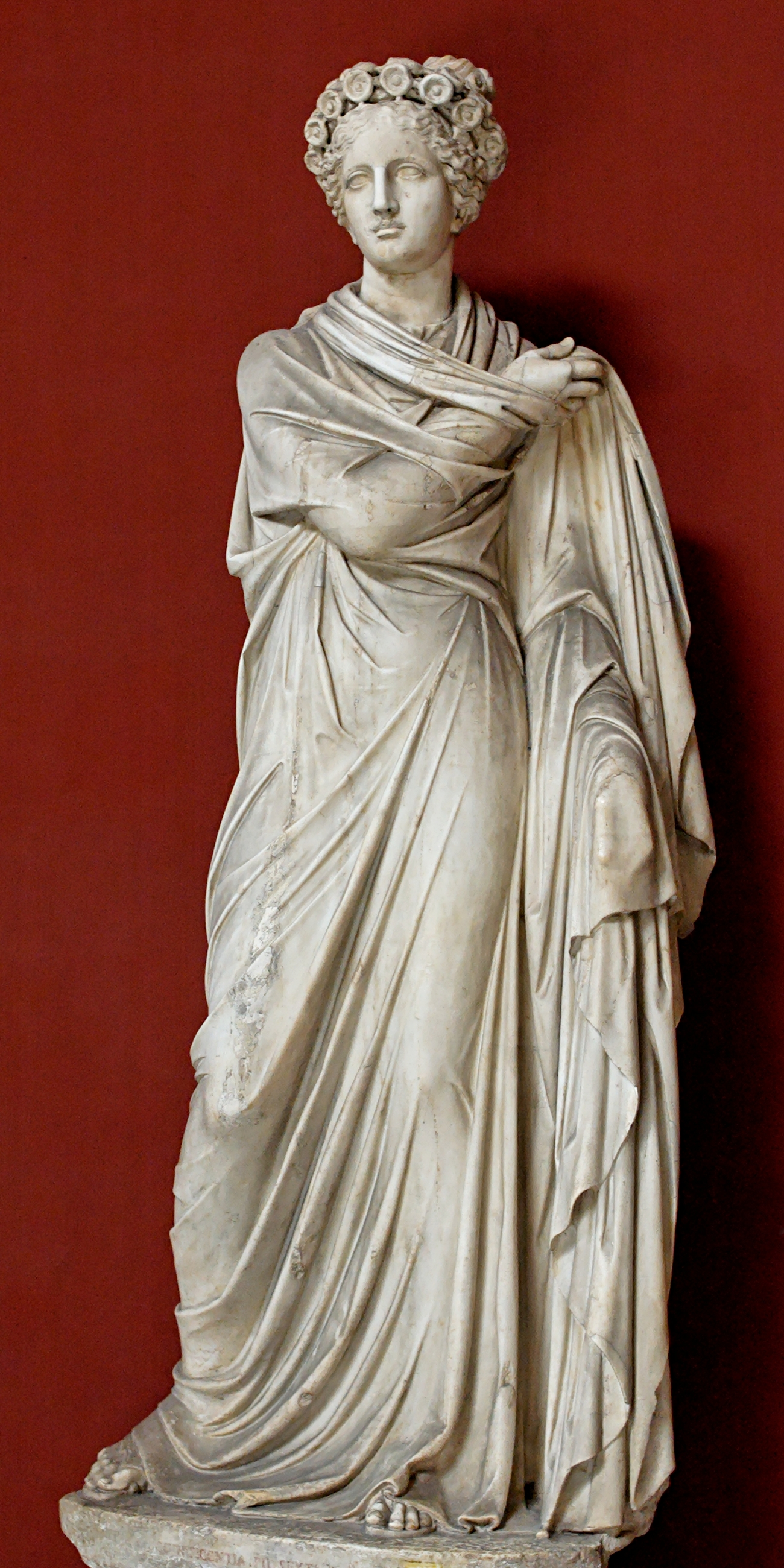
Polímnia, musa da retórica e do canto sagrado.

Um tropo (do grego τρόπος, transl. trópos, 'direção', 'giro',  do verbo trépo, "girar"), é uma figura de linguagem ou da retórica onde ocorre uma mudança de significado, seja interna (em nível do pensamento) ou externa (em nível da palavra). No primeiro caso, quando ocorre apenas uma associação de ideias, dá-se o nome de perífrase; se a associação de ideias é de caráter comparativo, produz-se uma metáfora, que é o tropo por excelência.
A retórica clássica, segundo Lausberg, somente classifica como tropos a sinédoque, a antonomásia, a ênfase, a lítotes ("atenuação"), a hipérbole, a metonímia, a metáfora, a perífrase, a ironia e a metalepse (um tipo raro de metonímia). Os tropos são, portanto, fruto de associações mentais que levam à mudança de sentido das palavras; assim, a palavra "chama" também simboliza a paixão amorosa, numa relação metafórica.
Em princípio, diremos que há um tropo, em uma parte do discurso, quando a expressão que ocorre não se refere ao seu significado usual, mas a outro, indicado ou não pelo termo adequado. No caso de haver dupla indicação de sentido, pelo termo trópico e pelo termo não trópico (como em "este homem é uma besta"), o tropo é "in pæsentia"; quando o termo trópico sozinho transmite a informação relevante ("olha a besta de maiô na praia, à direita"), o tropo é "in absentia".
Na música da Grécia Antiga, indicava a altura baseada na oitava média das vozes e que dava forma ao elemento principal da estrutura musical. Na música medieval, significava a ampliação do canto litúrgico através da inserção de textos curtos que facilitavam a memorização da música e que deram origem ao drama musical a partir do século IX.

## Divisões
Na  retórica clássica, segundo Heinrich Lausberg, os tropos são classificados  em:
- Alegoria - forma de representação indireta em que se emprega uma coisa (ou pessoa, animal, objeto, etc) como signo de outra coisa.
- Catacrese - alteração do sentido próprio de uma palavra ou expressão, estendendo-se a sua significação
- Metáfora -  figura de estilo baseada na analogia ou na substituição
- Sinédoque - figura que consiste em tomar a parte pelo todo  ou  o todo pela parte
- Metonímia - emprego de um termo por outro, dada a semelhança entre o primeiro e o segundo
- Antonomásia - substituição de um nome próprio por um substantivo comum ou por uma perífrase  que enuncia  uma qualidade  essencial
- Eufemismo -  figura de estilo que consiste em atenuar a expressão de fatos ou ideias consideradas desagradáveis
- Hipérbole - expressão  exagerada de uma ideia  ou de uma realidade com o propósito de enfatizá-la
- Lítotes - substituição de uma expressão muito dura pela negação do seu contrário, com o propósito de atenuá-la (correspondendo a um eufemismo)  ou enfatizá-la (correspondendo à ironia)
- Ironia -  consiste dar a entender o contrário do que se diz.
- Perífrase -  consiste em designar um objeto de forma indireta,  especificando determinadas  características  desse objeto

## Tropos narrativos
A partir de sua definição como figura de linguagem para transmitir um conceito ao leitor, o termo "tropo" também é utilizado para descrever os conceitos recorrentes utilizados em narrativas fictícias, também designadas como "clichês" quando se repetem ao ponto de se tornarem previsíveis.